# Asteroides que creuen l'òrbita de Neptú
Els asteroides que creuen l'òrbita de Neptú són un grup d'asteroides del sistema solar l'òrbita del qual travessa la del planeta Neptú. Per tant, només es consideren com a asteroides que creuen l'òrbita de Neptú pròpiament dits aquells asteroides que tenen un afeli més gran que aquest i un periheli més petit.

## Llista d'asteroides

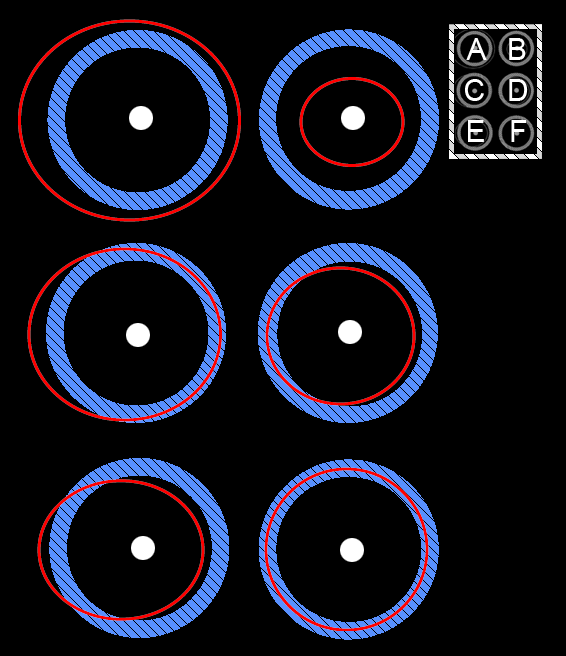
El gràfic mostra les diferents possibilitats de configuració orbital d'un asteroide (òrbita vermella) respecte d'un planeta (orbitant dins de la franja blava, delimitada pel periheli i l'afeli
, B: l'òrbita de l'asteroide és externa (o interna) respecte a la del planeta.
C, D: l'òrbita de l'asteroide es manté a prop eternament (o internament) de la del planeta.
I: l'òrbita de l'asteroide interseca amb la del planeta.
F: asteroide i planeta són coorbitals.

A continuació, es llisten alguns dels asteroides que s'han identificat com a asteroides que creuen l'òrbita de Neptú.
- (5145) Folo
- (7066) Neso
- (10370) Hylonome
- (15788) 1993 SB
- (15820) 1994 TB
- (15875) 1996 TP66
- (19299) 1996 SZ4
- (20161) 1996 TR66
- (20461) Dioretsa
- (26308) 1998 SM165 ‡
- (28978) Ixion ‡
- (29981) 1999 TD10
- (32929) 1995 QY9
- (33128) 1998 BU48
- (33340) 1998 VG44
- (38628) Huya
- (42355) Typhon
- (44594) 1999 OX3
- (47932) 2000 GN171
- (52975) Cyllarus
- (54520) 2000 PJ30
- (55576) Amycus
- (55638) 2002 VE95
- (60608) 2000 EE173
- (65407) 2002 RP120
- (65489) Ceto
- (73480) 2002 PN34
- (78799) 2002 XW93
- (84719) 2002 VR128
- (87269) 2000 OO67
- (87555) 2000 QB243
- (88269) 2001 KF77
- (134340) Plutó i els seus satèl·lits
- (330836) Orius
- (341520) Mors-Somnus
- (413666) 2005 VJ119

Nota : ‡ creuador extern